# Lepetodrilus shannonae
Lepetodrilus shannonae là một loài ốc biển, là động vật thân mềm chân bụng sống ở biển thuộc họ Lepetodrilidae.

## Phân bố
Loài này hiện diện ở miệng phun thủy nhiệt vùng nước sâu sông Congo.